# Марк Анний Вер (претор)
Марк Анний Вер (лат. Marcus Annius Verus; не ранее 90 и не позднее 95 — не ранее 127 и не позднее 130) — отец императора Марка Аврелия.

## Биография
Марк Анний Вер родился в семье консула 121 и 126 годов Марка Анния Вера и Рупилии Фаустины. Он принадлежал к провинциальной аристократии. Его дед переехал в Рим из Бетики и при императоре Нероне получил претуру, благодаря чему Аннии вошли в состав сенаторского сословия. В 73/74 году они были причислены к патрициату.
Брат Марка Анния Вера — Марк Анний Либон был консулом в 128 году. Его сестра Анния Галерия Фаустина стала супругой императора Антонина Пия.
Марк Анний Вер женился на Домиции Луцилле, наследственной владелице черепичной фабрики. В этом браке было двое детей Марк Анний Вер (будущий император Марк Аврелий) и Анния Корнифиция Фаустина. Марк Анний Вер скончался в 124 году, занимая должность претора. Его детям на момент смерти было 3 и 1 год соответственно.
Сын Марка Анния будучи императором в своих размышлениях писал: «Из того, что я слышал об отце и что помню о нём, — скромность и мужественность».